# Betsabea

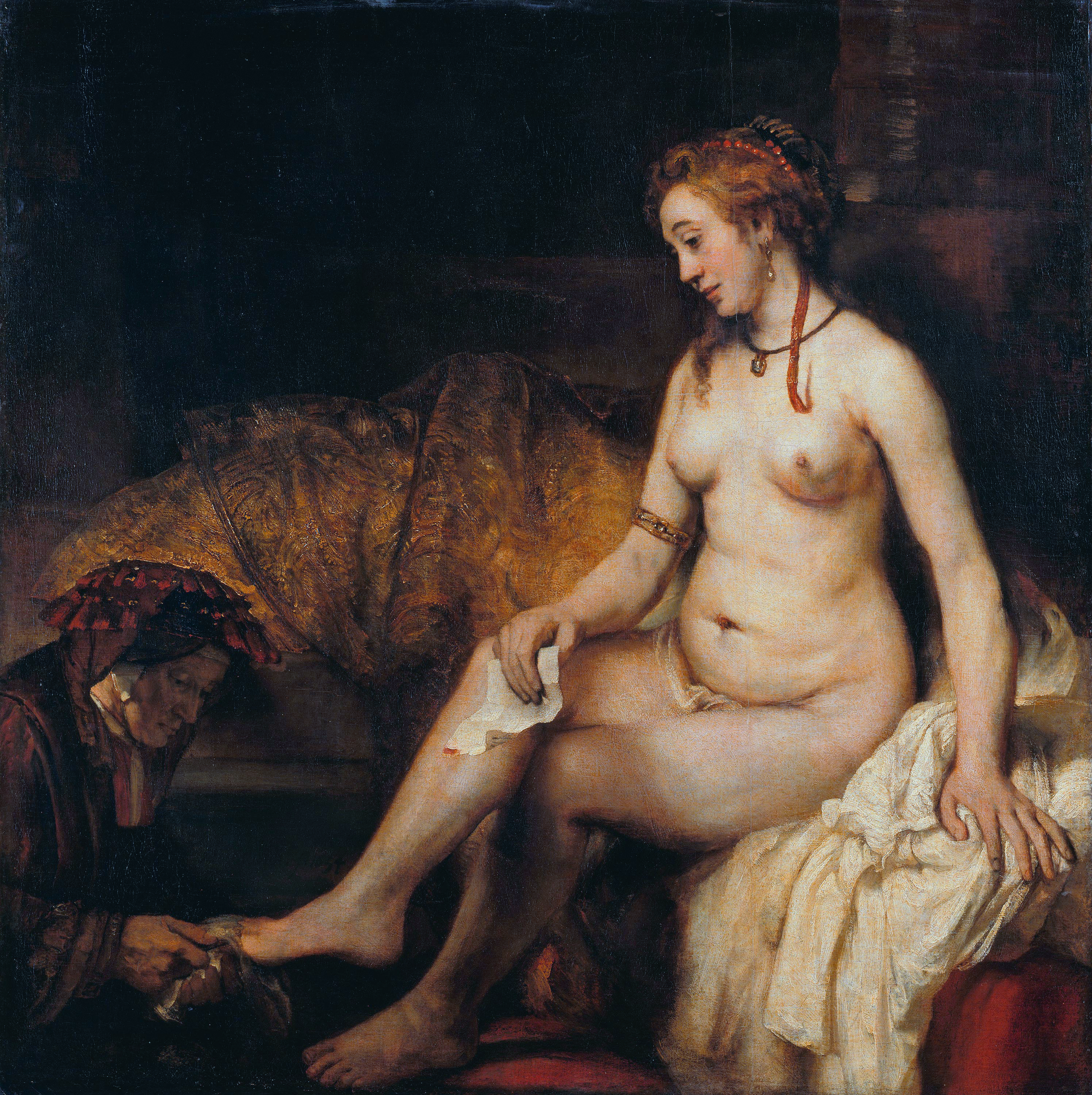
Rembrandt, Betsabea con la lettera di David, 1654

Betsabea o Bersabea (in ebraico בת שבע‎?, Baṯ-Šeḇaʿ, "settima figlia" o "figlia del giuramento") era dapprima la moglie di Uria l'Ittita e più tardi del re Davide, cui partorì tre figli, il secondo dei quali fu Salomone e il terzo Natan. La Bibbia parla di lei soprattutto nel Secondo libro di Samuele e nel Primo libro dei Re.

## Racconto biblico

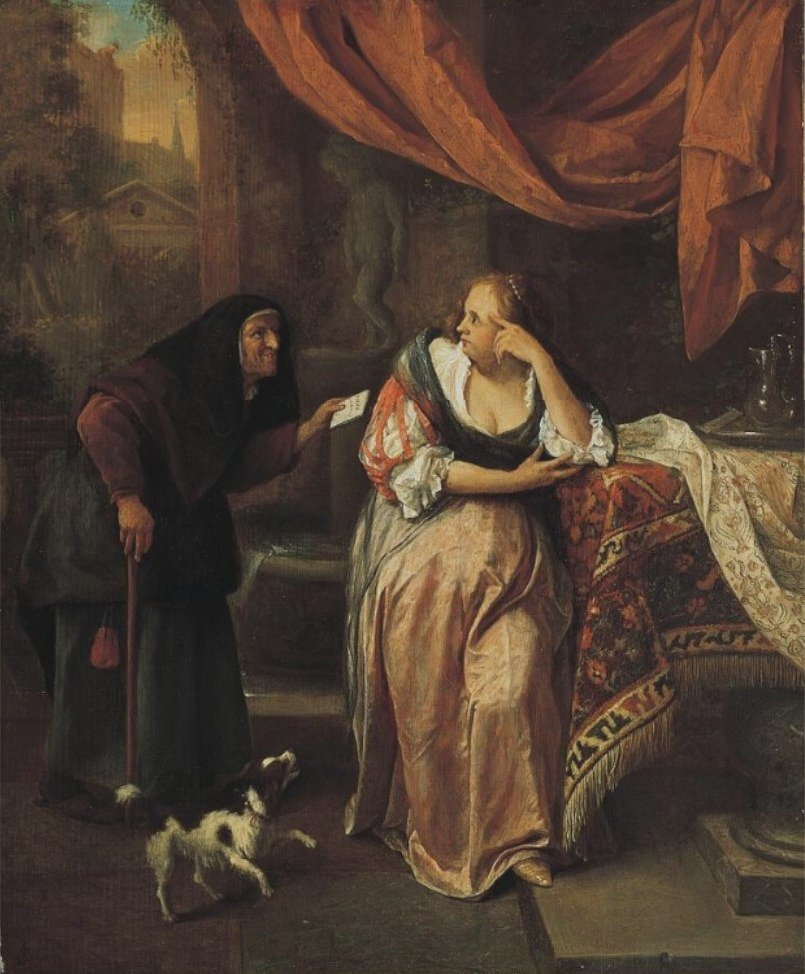
L'episodio della consegna della lettera in un quadro di Jan Steen.

Betsabea era la figlia di Eliam (Samuele 2 11:3, citato come Ammiel in Cronache 1 3:5). Un certo Eliam è menzionato in Samuele 2  23:34 come figlio di Achitofel, che viene definito "Ghilonita".
Narrano le Sacre Scritture che un giorno il re Davide, passeggiando sulla terrazza del suo palazzo, vede Betsabea fare il bagno.
Anche se è a conoscenza che ella è moglie di Uria, uno dei suoi soldati attualmente impegnato in guerra, s'invaghisce di lei, la fa portare nel suo palazzo e la mette incinta.
Davide richiama Uria dalla guerra affinché egli dorma con la propria moglie, ma il soldato si rifiuta di dormire a casa propria e giacere con la donna mentre i suoi uomini patiscono in guerra. Il piano di Davide di far credere che sia Uria il padre del bambino fallisce. Perciò il re comanda al suo generale Joab di sferrare un attacco e ordina di mettere Uria in prima fila. Uria muore durante l'attacco e Davide è libero di prendere in moglie Betsabea.
A questo punto interviene il profeta Natan, inviato da Dio, che rimprovera Davide di aver causato la morte di Uria per poter prendere in moglie Betsabea. Davide si pente del male fatto e chiede perdono al Signore. Dio perdona Davide anche se il figlio nato da Betsabea, come castigo, muore dopo pochi giorni.
Dopo questo figlio, morto prematuramente, Davide e Betsabea ne hanno un secondo, Salomone, che diventa il prediletto di Davide e gli succederà sul trono, un terzo, Natan (chiamato così in onore dell'omonimo profeta e che sarebbe stato l'unico altro sopravvissuto delle guerre fratricide dei figli di Davide oltre a Salomone, del quale prese le parti fin dall'inizio).

## Nella cultura di massa

### Arte

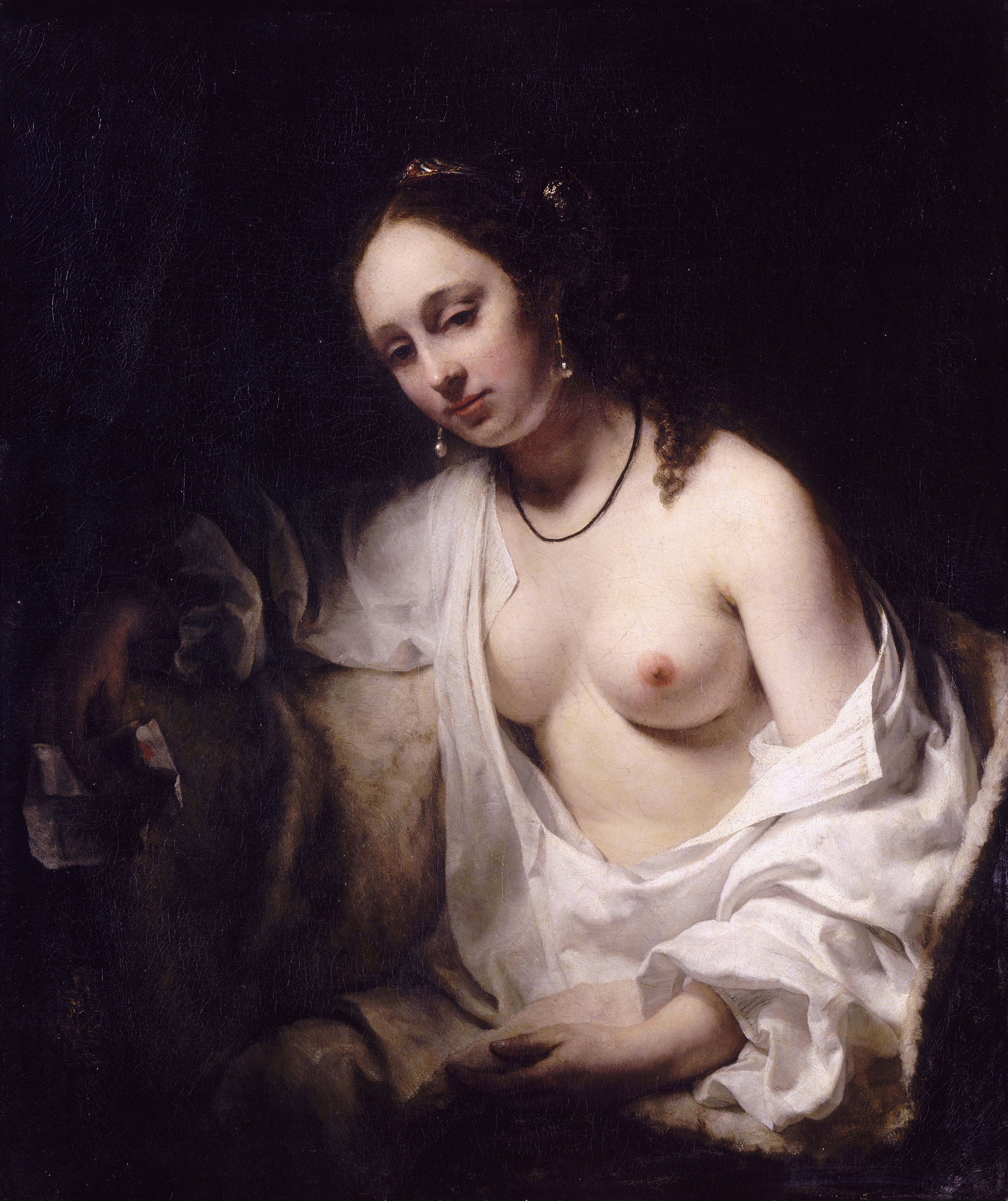
Betsabea in un dipinto realizzato da Willem Drost nel 1654.

Assieme ad Eva, Betsabea era quasi l'unica donna la cui immagine in stato di nudità poteva essere giustificata facilmente e abitualmente nell'arte cristiana, e pertanto è una figura importante nello sviluppo del nudo nell'arte medioevale. Anche se a volte è raffigurata vestita in altri punti della sua storia, la raffigurazione più comune, sia nell'arte medioevale che in quella successiva, era quella di Betsabea al bagno, come è chiamato formalmente il tema artistico che mostra Betsabea che si fa il bagno, osservata dal re Davide. Questo poteva essere mostrato con vari gradi di nudità, a seconda della posa e della posizione di vesti o asciugamani. Una delle collocazioni più comuni nel quindicesimo secolo, forse sorprendentemente, era nelle miniature che illustravano un libro delle ore, un libro di preghiere personale, che aveva superato il salterio come tipo di libro di devozione più popolare per i laici. In particolare, questo era il caso in Francia.
Nell'arte il soggetto è uno dei più comuni del topos del "Potere delle donne". Essendo un'opportunità per presentare un gran nudo femminile come fulcro di un dipinto di storia, il soggetto era popolare dal Rinascimento in poi. Talvolta sono rappresentate le domestiche di Betsabea o i "messaggeri" inviati da Davide, e spesso un Davide in lontananza che guarda dal suo tetto. A volte i messaggeri sono confusi con lo stesso Davide, ma la maggior parte degli artisti seguono la Bibbia e tengono Davide a distanza in questo episodio. Non sono rare le opere nelle quali la donna viene presentata come una seduttrice, consapevole di essere osservata.
Tra gli artisti che hanno dipinto questo episodio si citano Hans Memling, Rembrandt van Rijn (che dipinse la celebre versione conservata al Louvre), Artemisia Gentileschi, Sebastiano Ricci e Jean-Léon Gérôme. Esiste inoltre un quadro di Paolo Veronese che potrebbe ritrarre Betsabea, anche se si è pensato che questa scena possa essere tratta piuttosto dalla storia di Susanna, narrata nel Libro di Daniele (anche in quest'ultima la protagonista viene spiata mentre si fa il bagno).

### Letteratura
La storia biblica ha altresì ispirato delle opere letterarie, come l'opera teatrale David and Bethsabe dello scrittore teatrale inglese George Peele (1588). Il racconto è citato nel romanzo Via dalla pazza folla di Thomas Hardy (1874), la cui protagonista si chiama proprio Bathsheba Everdene. Esistono poi molti romanzi storici sulla storia di Davide che raccontano anche questa vicenda, come L'armonia segreta di Geraldine Brooks.

### Musica
- Betsabea viene citata nel brano Giuseppe cantato da Georges Moustaki
- Nella celebre canzone Hallelujah del cantante Leonard Cohen si cita Betsabea, anche se non viene nominata, nel verso "You saw her bathing on the roof / Her beauty and the moonlight overthrew ya" ("L'hai vista che si lavava sul tetto/ La sua bellezza e il chiaro di luna ti hanno abbattuto").[8]
- La canzone Dead dall'album Doolittle dei Pixies (del 1989) raffigura la lussuria di Davide nei confronti di Betsabea, la gravidanza causata dal loro adulterio e il decesso di Uria. Betsabea e Uria sono citati per nome.
- Mad About You, una canzone dall'album di Sting del 1991 The Soul Cages, esplora l'ossessione di Davide per Betsabea dal punto di vista del primo.[9]
- David and Bethsheba dall'album Bottom of the Sea dei Brown Bird è una riscrittura della storia dal punto di vista di Davide.
- Bathsheba & him dal singolo Bathsheba & him (2025) della band britannica Bastille, nella quale Betsabea narra in prima persona parte della vicenda e rimprovera Davide per le azioni da egli adottate affinché potesse averla come sposa

### Cinema
La storia di Betsabea è stata una fonte di ispirazione anche per il mondo cinematografico. Il suo ruolo è stato affidato a: 
- Susan Hayward in David e Betsabea (1951);
- Jane Seymour nel film per la televisione The Story of David (1976);
- Alice Krige in King David (1985);
- Melia Kreiling nella miniserie televisiva La Bibbia (2013).